# Магнітореологічна рідина

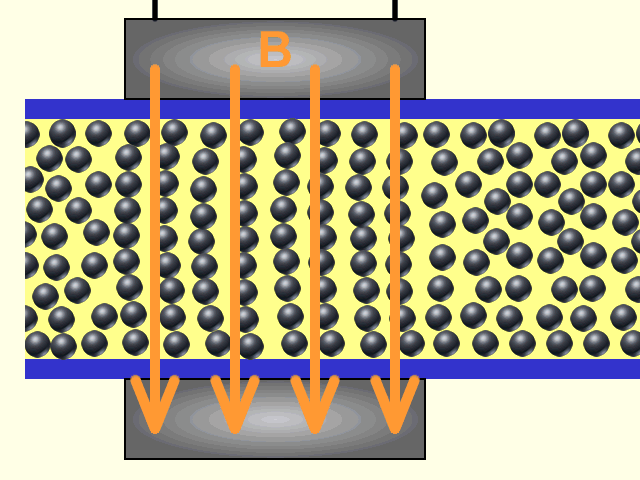
Схема затвердіння магнітореологічної рідини та блокування труби як реакція на зовнішнє магнітне поле (Доступна анімована версія)

Магнітореологі́чна рідина або МР-рідина чи МРР (англ. MR-fluid або MRF) — це магніточутлива (магнітокерована) розумна рідина, що є колоїдним розчином у рідинах-носіях (олива, органічний розчинник) мікрометричних частинок магнетиків, стабілізованих поверхнево-активними речовинами. Коли така рідина зазнає впливу магнітного поля, вона значно збільшує свою уявну (ефективну) в'язкість, аж до перетворення у в'язкопружну тверду речовину. Важливо відзначити, що границю плинності рідини в її активному («увімкненому») стані можна дуже точно контролювати, змінюючи напруженість магнітного поля. В результаті здатність рідини передавати зусилля можна контролювати за допомогою керованого електромагніту, що дає початок безлічі можливих застосувань.
Відмінність магнітореологічної рідини від феромагнітної полягає у розмірі феромагнітних частинок. На практиці до складу феромагнітної рідини входять наночастинки, що знаходяться у завішаному стані за рахунок броунівського руху й загалом не схильні до седиментації за нормальних умов. До складу МР рідин входять частинки мікрометрового розміру, які є досить важкими, щоб підтримуватися у завішаному стані броунівським рухом, тому вони з часом будуть осідати за рахунок сил гравітації внаслідок різної густини частинок та власне рідини. Відповідно, ці дві різного типу рідини мають різне застосування на практиці.

## Принцип роботи

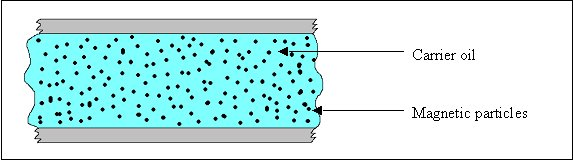
МР-рідина при відсутності магнітного поля

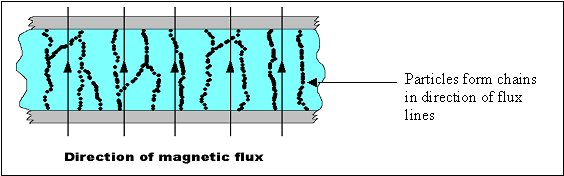
МР-рідина у магнітному полі

Магнітні частинки, які зазвичай за формою являють собою сфери або еліпсоїди мікрометрового або нанометрового масштабу, завішані в оливі-носії та випадковим чином розподілені в суспензії за нормальних умов, як показано на зображенні.
Однак при появі магнітного поля мікроскопічні частинки (зазвичай у діапазоні розмірів 0,1…10 мкм) вишиковуються уздовж ліній магнітного потоку (див. нижче).
Ефект впливу магнітного поля зберігається в широкому діапазоні температур, що визначається плинністю рідкої фази при понижених температурах і точкою Кюрі — температурою втрати магнітних властивостей дисперсного магнітоактивного наповнювача. Однак слід зазначити, що гранична температура застосування магнітної рідини залежить, в основному, від теплової стійкості рідини-носія.

## Поведінка матеріалу
Щоб зрозуміти і спрогнозувати поведінку МР-рідини, слід змоделювати рідину математично, що трохи ускладнене через змінні властивості матеріалу (наприклад, границя плинності). Як згадувалося вище[де?], розумні рідини є такими, що вони мають низьку в'язкість без прикладеного магнітного поля, але стають квазітвердими після прикладення такого поля. У цьому випадку МР-рідина фактично набуває властивостей, порівнянних з твердим тілом, коли знаходиться в активованому («увімкненому») стані, аж до точки плинності (напруження зсуву, вище від якого настає зсув). Ця границя плинності (зазвичай носить назву — «уявна границя плинності» або «ефективна границя плинності») залежить від магнітного поля, прикладеного до рідини, але досягне максимальної точки, після якої збільшення густини магнітного потоку не буде мати подальшого впливу, оскільки рідина тоді магнітно насичується. Отже, поведінку МР-рідини можна вважати аналогічною до поведінки пластика Бінгама, моделі матеріалу, що була добре досліджена.
Однак МР-рідина не зовсім відповідає характеристикам бінгамівського пластика. Наприклад, при напруженнях нижчих за межу плинності (в активованому чи «увімкненому» стані) рідина поводиться як в'язкопружний матеріал з комплексним модулем, який також, як відомо, залежить від напруженості магнітного поля. Також відомо, що МР-рідини схильні до розрідження при зсуві, в результаті чого в'язкість при напруженнях вищих від границі плинності зменшується зі збільшенням швидкості зсуву. Крім того, поведінка МР-рідин у «вимкненому» стані також неньютонівська і залежить від температури, проте вона відхиляється досить мало, щоб рідину зрештою можна було розглядати як пластик Бінгема для простого аналізу.
Отже, модель поведінки МР-рідини у режимі зсуву набуде такого вигляду:
{\displaystyle \tau =\tau _{y}(H)+\eta {\frac {dv}{dz}},\tau >\tau _{y}}
де {\displaystyle \tau } — напруження зсуву; {\displaystyle \tau _{y}} — границя плинності; {\displaystyle H} — напруженість магнітного поля {\displaystyle \eta } = ньютонівська в'язкість; {\displaystyle {\frac {dv}{dz}}} — градієнт швидкості у напрямі z.

### Дотичні напруження
Малі дотичні напруження були основною причиною обмеженого діапазону застосувань. За відсутності зовнішнього тиску максимальна міцність на зсув становить близько 100 кПа. Якщо рідина стискається в напрямку магнітного поля і стискувальне напруження становить 2 МПа, міцність на зсув зростає до 1100 кПа. Якщо стандартні магнітні частинки замінюються подовженими магнітними частинками, міцність на зсув також підвищується.

### Осадження частинок
Ферочастинки осаджуються із суспензії з часом через внутрішню різницю густини між частинками та рідиною-носієм. Швидкість та ступінь, у якому це відбувається, є одним з основних атрибутів, які враховуються у промисловості при реалізації або проєктуванні МР-пристрою. Поверхнево-активні речовини зазвичай використовуються для компенсації цього ефекту, але за рахунок скорішого магнітного насичення рідини і, отже, зниження максимального напруження плинності, що проявляється в її активованому стані.

### Поверхнево-активні речовини для МР-рідин
MR-рідини часто містять поверхнево-активні речовини, до яких належать: олеїнова кислота, гідроксид тетраметиламонію, лимонна кислота, соєвий лецитин.
Поверхнево-активні речовини служать для зменшення швидкості осадження ферочастинок, висока швидкість якої є несприятливою характеристикою МР-рідин. Ідеальна МР-рідина ніколи не осяде, але отримання такої ідеальної рідини так само малоймовірне, як розробка вічного двигуна відповідно до нашого нинішнього розуміння законів фізики. Тривале осадження з допомогою поверхнево-активних речовин зазвичай досягається одним із двох способів: додаванням поверхнево-активних речовин та додаванням сферичних феромагнітних наночастинок. Додавання наночастинок призводить до того, що більші частинки залишаються у завішеному стані довше, оскільки наночастки, що не осаджуються, заважають осадженню більших частинок мікрометрового розміру через броунівський рух. Додавання поверхнево-активної речовини дозволяє міцелам утворюватися навколо ферочастинок. Поверхнево-активна речовина має полярну голівку та неполярний хвіст (або навпаки), один з яких адсорбується на ферочастинці, а неполярний хвіст (або полярна голівка) спрямований (-на) назовні у середовище-носій, утворюючи навколо частинки відповідно обернену або правильну міцелу. Це підвищує ефективний діаметр частинок. Стеричне відштовхування таким чином запобігає сильній агломерації частинок у їх обложеному стані, внаслідок чого повторне перемішування рідини (редиспергування частинок) відбувається набагато швидше та при менших зусиллях. Наприклад, МР-рідину у магнітореологічних амортизаторах можна повторно змішувати за один цикл при додаванні поверхнево-активної речовини, але її майже неможливо повторно змішати без них.
Хоча поверхнево-активні речовини корисні для зниження швидкості осадження в МР-рідинах, вони роблять згубний вплив на магнітні властивості рідини (зокрема, магнітне насичення), що зазвичай є параметром, який користувачі хочуть максимізувати, щоб збільшити максимальну уявну границю плинності. Незалежно від того, чи добавки, що перешкоджають осадженню, створені на основі наносфер чи на основі поверхнево-активної речовини, їх додавання знижує щільність упаковки ферочастинок в активованому стані, тим самим зменшуючи активовану в'язкість плинного середовища, в результаті чого виходить «м'якша» активована рідина з нижчою максимальною уявною границею плинності. У той час досяжний ступінь в'язкого стану («твердість» активованої рідини) є основною проблемою для багатьох застосувань МР-рідин, він є основною властивістю рідини для більшості її комерційних та промислових застосувань, і тому необхідно шукати компроміс між в'язкістю у робочому стані, уявною границею плинності та швидкістю осадження МР-рідини.

## Режими роботи і застосування
МР-рідина може використовуватись в одному із трьох основних режимів: режимі потоку, режимі зсуву та режимі стиснення-потоку. Ці режими передбачають, відповідно, рухому рідину в результаті градієнта тиску між двома нерухомими пластинами; рідину між двома пластинами, що рухаються одна відносно одної; і рідину між двома паралельними пластинами, що рухається в напрямку, перпендикулярному до їх площини. У всіх випадках магнітне поле є перпендикулярним до площини пластин, щоб обмежувати потік рідини в напрямку, паралельному до пластин.

### Режим стиснення-потоку
Ці різні режими можуть мати різноманітні застосування. Режим потоку можна використовувати в амортизаторах та демпферах, використовуючи рух для проштовхування рідини через канали, до яких прикладається магнітне поле. Режим зсуву особливо корисний у муфтах зчеплення та гальмах — у місцях, де необхідно контролювати обертальний рух. З іншого боку, режим стиснення-потоку найбільше підходить для застосувань, що управляють невеликими переміщеннями міліметрового порядку, але з більшими силами. Цей конкретний режим потоку вивчений найменше. У цілому в цих трьох режимах роботи МР-рідини може успішно використовуватися в широкому діапазоні застосувань. Однак є деякі обмеження, про які слід згадати.

## Обмеження
Хоча розумні рідини справедливо вважаються такими, що мають безліч потенційних застосувань, їх комерційна здійснимість обмежена з таких причин:
- висока густина через присутність заліза робить їх важкими, хоча при малих робочих об'ємах ця проблема не є суттєвою;
- високоякісні рідини є дорогими;
- рідини можуть загуснути після тривалого використання та потребують заміни;
- осідання ферочастинок може бути серйозною проблемою для деяких застосувань;
- неможливість працювати при надзвичайно високих/низьких температурах.

Комерційні застосування МР існують, але їх буде небагато поки не будуть вирішені ці проблеми (зокрема, вартість).

## Досягнення 2000-х років
Результати досліджень, опубліковані у 2000—2010-х роках, у яких вивчається вплив зміни співвідношення розмірів феромагнітних частинок, показали декілька покращень порівняно зі звичайними МР-рідинами. Рідини на основі нанодротин не мають схильності до седиментації, що підтвердили якісні спостереження протягом трьох місяців. Цей результат пояснюють нижчою щільністю упакування через більшу асиметрію дротин порівняно зі сферами, а також утворенням решітки з нанодротин, структурна цілісність якої підтримується за рахунок залишкової намагніченості. Крім того, вони показують інший діапазон вмісту магнітних частинок (зазвичай вимірюваний або в об'ємі, або масовій частці), ніж звичайні МР-рідини на основі сферичних або еліпсоїдних часток наповнювача. Звичайні промислові рідини мають вміст магнітних частинок від 30 до 90 мас.%, тоді як рідини на основі нанодротин показують поріг перколяції ~ 0,5 мас.% (залежно від співвідношення сторін частинки). Вони також показують максимальний вміст частинок ~ 35 мас.%, оскільки частинки з високим коефіцієнтом форми демонструють більший виключений об'єм на одну частинку, а також сплутування між частинками, коли вони обертаються одна навколо одної призводить до обмежень, пов'язаних з появою високої уявної в'язкості рідини у вимкненому стані. Цей діапазон концентрацій магнітних частинок передбачає, що можливий новий набір застосувань, які були неможливі із звичайними рідинами з магнітними наповнювачами сферичної форми.
Новіші дослідження були зосереджені на диморфних магнітореологічних рідинах, які являють собою звичайні рідини на основі сфер, у яких частина сфер, зазвичай від 2 до 8 мас.%, замінена нанодротинами. Ці рідини демонструють набагато нижчу швидкість осадження, ніж звичайні рідини, але демонструють такий же діапазон концентрацій, що і звичайні комерційні рідини, що робить їх також корисними в існуючих застосуваннях з високими концентраціями, таких як демпфування. Більше того, вони також демонструють підвищення границі плинності приблизно на 10 % при такій кількості заміщення частинок.
Ще один спосіб покращити характеристики магнітореологічних рідин — це створення у них тиску. Зокрема, границя плинності може бути збільшена до десяти разів у режимі зсуву та до п'яти разів у режимі потоку. Причиною такої поведінки є збільшення тертя феромагнітних частинок, як описано напівемпіричною магніто-трибологічною моделлю Занґа та ін. Незважаючи на те, що прикладання тиску значно покращує поведінку магнітореологічних рідин, особливу увагу слід приділяти механічній стійкості та хімічній сумісності використовуваної системи защільнення.

## Застосування
Набір застосувань для МР-рідин є досить широким і розширюється надалі із прогресом гідродинаміки.

### Машинобудування
Магнітореологічні демпфери різного призначення розроблялися і продовжують розвиватися. Такі пристрої в основному використовуються у важкій промисловості для амортизації важких двигунів, амортизації сиджень оператора або кабін техніки для дорожньо-будівельної галузі тощо.
З 2006 року матеріалознавці та інженери-механіки спільно розробляють автономні сейсмічні демпфери, які при розміщенні в будь-якому місці будівлі будуть працювати в межах резонансної частоти будівлі, поглинаючи шкідливі ударні хвилі та коливання всередині конструкцій, даючи цим амортизаторам можливість зробити будь-яку будівлю сейсмостійкою чи принаймні сейсмічно витривалою.

### Військова справа
Дослідницьке управління армії США нині фінансує дослідження з використання МР-рідини для поліпшення бронежилетів. У 2007 році дослідники заявляли, що до отримання кулестійкої МР-рідини залишилося п'ять-десять років. Крім того, HMMWV та інші позашляховики використовують динамічні МР-амортизатори та демпфери.

### Оптика
Магнітореологічна обробка у вигляді методу оптичного полірування на основі магнітореологічної рідини довів свою високу точність. Він був використаний при створенні коректувальної лінзи космічного телескопа Габбл.

### Автомобільна промисловість
Якщо амортизатори автомобільної підвіски заповнені магнітореологічною рідиною замість простої оливи або газу, і канали, що дозволяють робочій рідині текти між двома камерами, оточена електромагнітами, в'язкість рідини і, отже, критична частота демпфера може бути змінена залежно від переваг водія чи ваги транспортного засобу — або вона може динамічно змінюватися для забезпечення контролю стійкості за різних дорожніх умов. Фактично це магнітореологічний демпфер.
Наприклад, система активної підвіски «MagneRide» від компанії Delphi Corporation дозволяє регулювати коефіцієнт демпфування за мілісекунди залежно від умов. Компанія General Motors у партнерстві з Delphi Corporation розробила цю технологію для автомобільного застосування. Система дебютувала як у «Cadillac» (дата випуску моделі Seville STS з опційним кодом F55 — 15 січня 2002 року або пізніше) під назвою «Magneride» (або «MR»), так і в легкових автомобілях «Chevrolet» (усі моделі «Corvette», вироблені з 2003 року з опційним кодом F55) як основа керованої водієм системи «Магніто-селективного контролю руху (MSRC)». Інші виробники купували цю систему для своїх автомобілів, наприклад Audi та Ferrari пропонували «MagneRide» для різних своїх моделей.
General Motors та інші автомобільні компанії займаються розробленням муфти зчеплення на основі магнітореологічної рідини для керування системами повного привода. Ця система зчеплення, ґрунтується на використанні електромагнітів для тверднення рідини, яка блокує приводний вал трансмісії.
Компанія Porsche представила магнітореологічні опори двигуна в автомобілях GT3 і GT2 2010 року. При високих обертах двигуна магнітореологічні опори двигуна стають жорсткішими, щоб забезпечити точніше відчуття перемикання передач за рахунок зменшення відносного руху між коробкою передач і шасі / кузовом.
З вересня 2007 року компанія Acura (відділення концерну Honda) розпочала рекламну кампанію, присвячену використанню технології МР у легкових автомобілях модельного ряду MDX 2007 року.

### Аерокосмічна галузь
Магнітореологічні амортизатори розробляються для використання в кабінах військових та комерційних вертольотів як пристрої безпеки у разі аварії. Вони будуть використовуватися для зменшення удару на хребет пасажира, тим самим знижуючи ймовірність незворотних травм при аварії.

### Протезування
Магнітореологічні амортизатори використовують у напівактивних людських протезах ніг. Як і ті, що використовуються у військових та комерційних вертольотах, демпфер у протезі ноги знижує удар на ногу пацієнта, що виникає, наприклад, при стрибках. Це призводить до підвищеної рухливості та маневреності пацієнта.